# 鄭好好
鄭 好好（てい こうこう、ハングル：정호호、ハングル仮名転写：チョン ホホ、簡体字: 郑 好好、拼音：Zhēng Hǎohao、拼音仮名転写：ヂェン ハオハオ、2012年8月11日 - ）は、中国の女子スケートボーダー。

## 経歴
恵州市で朝鮮族の家庭に生まれ、7歳で競技を始める。
2024年5月16日、パリオリンピック予選シリーズの上海大会において20位に入り、6月24日のブダペスト大会における成績により、出場資格を獲得。7月1日、オリンピック代表に選出され、史上最年少の中国代表選手となった。